# Élections cantonales françaises de 1955
Initialement prévues en octobre 1954, les élections cantonales sont repoussées et se déroulent finalement les 17 et 24 avril 1955.

## Résultats
Le taux d'abstention s'élève à 40,41 %.
C'est une victoire pour les modérés et le RGR
Une progression assez générale des socialistes est observée, tandis que les communistes reculent dans certains cantons. 
Dans la plupart des cas, les socialistes s'associent (désistement pour le mieux placé) avec les partis du centre et de la droite, contre le PCF. 
Le MRP conserve ses positions dans l'Ouest et l'Alsace. 
Les gaullistes (Rép. Soc) sont en positions difficiles.
Dans 13 cantons de l'Hérault, le scrutin n'a pu se tenir, les maires ayant fait la grève des urnes.
| Partis politiques ou coalitions | Partis politiques ou coalitions                       | Premier tour | Premier tour | Premier tour | Second tour | Second tour | Second tour | Total | Total |
| Partis politiques ou coalitions | Partis politiques ou coalitions                       | Voix         | %            | Sièges       | Voix        | %           | Sièges      | Total | Total |
| ------------------------------- | ----------------------------------------------------- | ------------ | ------------ | ------------ | ----------- | ----------- | ----------- | ----- | ----- |
|                                 | Parti communiste français (PCF)                       | 1 316 701    | 20,99        | 23           | 813 807     | 22,50       |             |       |       |
|                                 | Section française de l'Internationale ouvrière (SFIO) | 1 113 400    | 17,75        | 144          | 794 123     | 21,96       |             |       |       |
|                                 | Divers gauche (DVG)                                   | 222 638      | 3,55         | 45           | 129 488     | 3,58        |             |       |       |
|                                 | Rassemblement des gauches républicaines (RGR)         | 1 004 985    | 16,02        | 266          | 502 344     | 13,89       |             |       |       |
|                                 | Mouvement républicain populaire (MRP)                 | 560 438      | 8,94         | 63           | 308 050     | 8,52        |             |       |       |
|                                 | Républicains sociaux (Rép. Soc)                       | 346 081      | 5,52         | 31           | 283 957     | 7,85        |             |       |       |
|                                 | Modérés - Indépendants (Mod et Ind.)                  | 1 695 572    | 27,03        | 350          | 781 641     | 21,61       |             |       |       |
|                                 | Divers                                                | 12 393       | 0,20         | 0            | 4 557       | 0,13        |             |       |       |
|                                 |                                                       |              |              |              |             |             |             |       |       |
| Inscrits                        | Inscrits                                              | 10 830 431   | 100,00       |              | 6 017 063   | 100,00      |             |       |       |
| Votants                         | Votants                                               | 6 453 615    | 59,59        |              | 3 708 248   | 61,63       |             |       |       |
| Exprimés                        | Exprimés                                              | 6 272 208    | 97,19        |              | 3 616 807   | 97,53       |             |       |       |

| Tendances               | 1955 | 1955  | 1955   |
| Tendances               | Élus | Gains | Pertes |
| ----------------------- | ---- | ----- | ------ |
| Communistes             | 43   | + 6   |        |
| SFIO                    | 279  | + 10  |        |
| Radicaux, RGR           | 393  | + 11  |        |
| Divers ou centre gauche | 86   | + 19  |        |
| MRP                     | 106  | + 13  |        |
| Républicains sociaux    | 72   |       | - 79   |
| Indépendants et modérés | 519  | + 22  |        |
|                         |      |       |        |
| Total                   | 1498 |       |        |

### Sources et bibliographie
- L'année politique  économique, sociale et diplomatique en France 1964 (Presses Universitaires de France, 1965)
- Le Monde